# Maria Mavroudi
Maria Mavroudi (griechisch Μαρία Μαυρουδή, * 1967 in Thessaloniki) ist eine griechische Byzantinistin.

## Leben
Sie absolvierte das Anatolia College in Thessaloniki, die Universität Thessaloniki mit einem Abschluss in Philologie und die Harvard University mit einem Doktortitel in Byzantinistik. Von 2004 bis 2009 war sie Inhaberin einer MacArthur Fellowship. Sie war von 2006 bis 2008 Professor an der Princeton University und ist seit 2008 Professor an der University of California, Berkeley. Sie gehört zu den wenigen Byzantinisten und Gräzisten überhaupt, die das Arabische beherrschen. Dazu beigetragen hat unter anderem ein Studienaufenthalt an der American University in Cairo.
Sie erforscht Byzanz und die Araber, Bilinguen im Mittelalter, byzantinische und islamische Wissenschaft, die Wiederverwendung antiker Tradition zwischen Byzanz und Islam, byzantinische Geistesgeschichte, Überleben und Transformation der byzantinischen Kultur nach 1453.

## Schriften (Auswahl)
- A Byzantine book on dream interpretation. The Oneirocriticon of Achmet and its Arabic sources. Leiden 2002, ISBN 90-04-12079-3.
- als Herausgeberin mit Paul Magdalino: The occult sciences in Byzantium. Colloquium held in November 2003 at Dumbarton Oaks in Washington, DC. Genf 2006, ISBN 954-8446-02-2.